# La Jonquera (Amer)
La Jonquera és una masia d'Amer (Selva) protegida com a Bé Cultural d'Interès Local.

## Descripció
Ens trobem davant d'una masia de morfologia i estrucutura complexa a causa de les múltiples reformes i intervencions que ha experimentat amb el pas del temps.
Tanmateix si prestem atenció, ràpidament ens adonem que la masia està estructurada en tres cossos clarament.
En primer lloc tenim al centre el cos original. Es tracta d'un cos de tres plantes cobert amb una teulada a dues aigües de vessants a laterals. La planta baixa consta d'un gran portal quadrangular d'accés equipat amb llinda monolítica i muntants de pedra ben treballats i escairats. Tant la llinda com els muntants són de pedra sorrenca. En la llinda s'aprecia la data de "1 7 6 2".
En el primer pis trobem una obertura rectangular amb llinda i muntants - ambdós elements de pedra nomolítica o pedra calcària de Girona- la qual és projectada com a balconada amb una petita barana, que tenint en compte les seves dimensions reduïdes com pel fet que no sobresurt gens respecte el pla horitzontal de la façana, hauríem de parlar més d'ampit que no pas de barana.
El segon pis executaria les tasques de golfes i s'ha projectat en la façana en format de dues obertures rectangulars totalment irrellevants.
Tanca la façana en la part superior un ràfec prominent de fusta.
Paral·lelament aquest cos central es troba flanquejat per dos cossos, un a cada banda, A l'esquerra trobem adossat un cos vertical de tres plantes cobert amb una teulada d'una sola aigua de vessant a laterals i que està rematada per un ràfec de tres fileres: la primera de rajola plana, la segona de teula i la tercera de teula girada. La planta consta en la façana lateral d'un portal d'arc de mig punt de maó.
En el primer pis trobem una balconada bastant irrellevant i en el segon pis una galeria la qual és projectada en la façana en format d'arcs de mig punt emmarcats amb rajola i tancats en la part frontal per un ampit d'obra.
Remarcar que els blocs cantoners que pretenen imitar els blocs de pedra regulars són completament falsos, ja que són de ciment.
Per la seva banda, a la dreta tenim un cos vertical de dues plantes cobert amb una teulada d'una sola aigua de vessant a laterals i que està rematada amb un ràfec prominent de fusta.
Es tracta d'un cos de naturalesa heterogènia i dispar, ja que sobresurt molt del pla horitzontal si prenem com a referència la línia de façana original.
En el primer pis trobem una obertura rectangular emmarcada amb pedra i projectada com a balconada independent i equipada amb la seva respectiva barana de ferro forjat. Pel que fa al treball de la forja aplicat a la barana aquest està mancat de qualsevol tipus de gràcia compositiva, ja que la barana apareix completament despullada de qualsevol tipus d'element ornamental.
Igual que el cos vertical anterior els blocs cantoners que pretenen imitar els blocs de pedra regulars són completament falsos, ja que són de ciment.
Exempts hi ha tota una sèrie de petites construccions i edificis que actuen com a magatzem o garatges. De tots ells cal esmentar especialment dos d'estructura molt semblant: dues construccions de planta quadrada que consten de dues plantes i que estan coberts amb una teulada a dues aigües de vessants a laterals. El que es troba davant de la masia actuaria com a segona residència o casa pels convidats i destaca pels quatre arcs de mig punt rebaixats coberts en la part frontal amb un ampit d'obra que trobem en la façana. L'altra el trobem ubicat en la part posterior en relació amb la masia i actuaria com a graner o paller.
Remarcar tot i que sigui a mode d'apunt que a l'interior de la masia trobem un gran portal quadrangular equipat amb una gran llinda monolítica de grans proporcions i muntants de pedra ben treballats i escairats. Tant la llinda com els brancals són de pedra nomolítica o pedra calcària de Girona. En la llinda es pot llegir una inscripció molt interessant que fa al·lusió al constructor de la casa i a la data de finalització de la masia, i diu així:
"J O A N I O N + Q U E R A Y 1 6 7 0"